# András Adorján (flöjtist)
András Adorján, född 26 september 1944 i Budapest, är en ungersk flöjtist. Han är känd för sin klangfulla ton och uttrycksfulla frasering. 
András Adorján flyttade 1956 med familjen till Köpenhamn, där han senare utbildade sig till tandläkare. Sina parallella musikstudier kompletterade han hos Aurèle Nicolet och Jean-Pierre Rampal. Han bosatte sig 1974 i München. 
År 1969 erhöll han två internationella utmärkelser: ”Jacob Gade-priset” i Köpenhamn och  "Concours International de Flûte” i Montreux. De följdes 1971 av förstapriset vid "the Concours International de Flûte” i Paris, vilket var inledningen till en internationell karriär, där han framträdde som solist världen över med de förnämsta kammar- och symfoniorkestrarna.   
Mellan 1970 och 1987 verkade han som första flöjtist i symfoniorkestrar i Stockholm, Köln, Baden-Baden och München. År 1987 fick han professors titel vid Musikhögskolan i Köln och undervisar sedan 1996 som professor vid Musikhögskolan i München.
András Adorján är en välsedd gäst vid musikfestivaler. Han arbetar för att bredda flöjtrepertoaren, vilket lett till (åter)upptäckandet av stycken skrivna av Benda, Bloch, Danzi, Devienne, Doppler, Gieseking, Hummel, Mendelssohn, Mercadante, Moscheles, Reger, Reinecke, Roman, Silcher, Spohr, Zielche och Zinck. 
Nutida kompositörer som inspirerats av Adorján och skrivit musik för honom är Dieter Acker, Georges Barboteu, Gunnar Berg, Edison Denisov, Paul Engel, Jindrich Feld, Lars Graugård, Wilfried Hiller, Vagn Holmboe, Jan Koetsier, Noël Lee, Miklós Maros, Alfred Schnittke, Sven Erik Werner och Jörg Widmann. 
Mer än 90 inspelningar och CD med hans musik finns utgivna av olika skivbolag. År 1988 tilldelades han den tyska utmärkelsen ”Prize of the Deutsche Schallplattenkritik”.
En berömd stormästare i schack tillika författare bär samma namn – András Adorján, född 1950, även han i Budapest.